# 日本のテレビジョン放送局
日本のテレビジョン放送局（にほんのテレビジョンほうそうきょく）。日本のテレビ局は公共放送のNHKと5局の地上波民放キー局、準キー局、ローカル局、独立放送局、BSとCSの衛星放送、ケーブルテレビなどからなる。

## 一覧
太字の数字は地上デジタル放送やBSデジタル放送のリモコンキーID。

### 全国放送
※NHKを含めBS放送各局は認定基幹放送事業者という扱いになっている。
| 放送形式           | NHK                                                                                           | 日本テレビ系列 （NNN・NNS）                                                                           | テレビ朝日系列 （ANN） | TBS系列 （JNN）                                                                 | テレビ東京系列 （TXN）                                            | フジテレビ系列 （FNN・FNS）                                                                                     | その他 |
| ------------------ | --------------------------------------------------------------------------------------------- | --- | --- | ------------------------------------------------------------------------------- | ----------------------------------------------------------------- | --- | --- |
| 放送衛星 （BS）    | NHK BS 1                                                                                      | BS日本 （BS日テレ） 4                                                                                 | BS朝日 5 | BS-TBS 6                                                                        | BSテレビ東京 （BSテレ東） 7                                       | BSフジ 8 | 放送大学（テレビ / ラジオ） 3 WOWOW（プライム / ライブ / シネマ） 9 ジャパネットブロードキャスティング （BS10） BS10スターチャンネル 10 日本BS放送 （BS11） 11 ワールド・ハイビジョン・チャンネル （BS12 トゥエルビ） 12 グリーンチャンネル アニマックス J SPORTS（1 / 2 / 3 / 4） 釣りビジョン （BS釣りビジョン） WOWOWプラス 映画・ドラマ・スポーツ・音楽 （WOWOWプラス） 日本映画専門チャンネル ディズニー・チャンネル JCOM BS （J:COM BS） BSよしもと |
| 通信衛星 （CS）    |                                                                                               | 日テレNEWS24 日テレジータス 日テレプラス ドラマ・アニメ・スポーツ （日テレプラス）                    | テレ朝チャンネル（1 / 2） CNNj 【朝日放送テレビ系列】 スカイ・エー 【名古屋テレビ放送系列】 エンタメ〜テレ☆シネドラバラエティ ダンスチャンネル by エンタメ〜テレ | TBS NEWS TBSチャンネル（1 / 2） 【毎日放送系列】 GAORA                          | アニメシアターX （AT-X） 【日本経済新聞社系列】 日経CNBC          | フジテレビONE フジテレビTWO フジテレビNEXT                                                                      | |
| 通信衛星 （CS）    | スカパー!プレミアムサービス スカパー! ※放送チャンネルについてはスカパー! チャンネル一覧を参照 | | |                                                                                 |                                                                   | | |
| 4K 8Kテレビ放送    | NHK BSプレミアム4K 1                                                                          | BS日本 （BS日テレ4K） 4                                                                               | BS朝日 （BS朝日4K） 5 | BS-TBS （BS-TBS 4K） 6                                                          | BSテレビ東京 （BSテレ東4K） 7                                     | BSフジ （BSフジ4K） 8                                                                                           | ショップチャンネル （ショップチャンネル 4K） 11 QVC （4K QVC） 12 |
| 4K 8Kテレビ放送    | NHK BS8K 2                                                                                    | BS日本 （BS日テレ4K） 4                                                                               | BS朝日 （BS朝日4K） 5 | BS-TBS （BS-TBS 4K） 6                                                          | BSテレビ東京 （BSテレ東4K） 7                                     | BSフジ （BSフジ4K） 8                                                                                           | ショップチャンネル （ショップチャンネル 4K） 11 QVC （4K QVC） 12 |
| ネット配信サービス | NHKプラス NHKオンデマンド                                                                     | Hulu 日テレ系リアルタイム配信 日テレ無料TADA! 【讀賣テレビ放送系列】 ytv MyDo!                        | ABEMA TELASA テレ朝動画 テレ朝系リアルタイム配信 【北海道テレビ放送系列】 hod                                                                                    | U-NEXT （Paravi） TBS系リアルタイム配信 TBS FREE 【毎日放送系列】 MBS動画イズム | U-NEXT（Paravi） テレ東系 リアルタイム配信 テレビ東京オンデマンド | FOD フジテレビOTNsmart FNNプライムオンライン フジテレビ系リアルタイム配信 【関西テレビ放送系列】 カンテレドーガ | ※その他については Category:インターネットテレビ を参照 |
| ネット配信サービス | NHKプラス NHKオンデマンド                                                                     | gorin.jp 【東海テレビ放送・中京テレビ放送・CBCテレビ・名古屋テレビ放送・テレビ愛知の共同運営】 Locipo | |                                                                                 |                                                                   | | ※その他については Category:インターネットテレビ を参照 |
| ネット配信サービス | TVer                                                                                          | | |                                                                                 |                                                                   | | |

### 広域放送または県域放送
以下、地上波テレビの全国の受信局体制について記す。
- NHK Eテレ
（NHK E、NHK教育）
2 : 全国放送。
- （英略称）のみ：一部地域でその放送局が常時視聴・受信可能なもの（地域が未特定、ネットワークが同一の場合は省略）、クロスネット局でサブの系列扱いとなっているもの。

※本社・演奏所が県庁所在地以外の都市の場合は、本社・演奏所のある都市名を付記。
※演奏所が県庁所在地にあり、本社が別の都市にある場合には本社の所在都市を付記。
※複数の県で放送を共有している場合は、本社・演奏所の所在都市を付記。
※「★」はAMラジオ兼営局、｢▲｣はテレビジョン基幹局。
| 放送エリア | 放送エリア | ★NHK総合 （NHK G） | 日本テレビ系列 （NNN・NNS）                                | テレビ朝日系列 （ANN）                          | TBS系列 （JNN）                                    | テレビ東京系列 （TXN）                            | フジテレビ系列 （FNN・FNS）                                  | 独立放送局 その他                       |
| ---------- | --- | --- | ---------------------------------------------------------- | ----------------------------------------------- | -------------------------------------------------- | ------------------------------------------------- | ------------------------------------------------------------ | --------------------------------------- |
| 北海道     | 札幌 | NHK札幌放送局 3 | ▲札幌テレビ放送 （STV） 5                                  | ▲北海道テレビ放送 （HTB） 6                     | ★\|▲北海道放送 （HBC） 1                           | テレビ北海道 （TVh） 7                            | ▲北海道文化放送 （UHB） 8                                    |                                         |
| 北海道     | 室蘭 | NHK室蘭放送局 3 | ▲札幌テレビ放送 （STV） 5                                  | ▲北海道テレビ放送 （HTB） 6                     | ★\|▲北海道放送 （HBC） 1                           | テレビ北海道 （TVh） 7                            | ▲北海道文化放送 （UHB） 8                                    |                                         |
| 北海道     | 函館 | NHK函館放送局 3 | ▲札幌テレビ放送 （STV） 5                                  | ▲北海道テレビ放送 （HTB） 6                     | ★\|▲北海道放送 （HBC） 1                           | テレビ北海道 （TVh） 7                            | ▲北海道文化放送 （UHB） 8                                    |                                         |
| 北海道     | 旭川 | NHK旭川放送局 3 | ▲札幌テレビ放送 （STV） 5                                  | ▲北海道テレビ放送 （HTB） 6                     | ★\|▲北海道放送 （HBC） 1                           | テレビ北海道 （TVh） 7                            | ▲北海道文化放送 （UHB） 8                                    |                                         |
| 北海道     | 釧路 | NHK釧路放送局 3 | ▲札幌テレビ放送 （STV） 5                                  | ▲北海道テレビ放送 （HTB） 6                     | ★\|▲北海道放送 （HBC） 1                           | テレビ北海道 （TVh） 7                            | ▲北海道文化放送 （UHB） 8                                    |                                         |
| 北海道     | 帯広 | NHK帯広放送局 3 | ▲札幌テレビ放送 （STV） 5                                  | ▲北海道テレビ放送 （HTB） 6                     | ★\|▲北海道放送 （HBC） 1                           | テレビ北海道 （TVh） 7                            | ▲北海道文化放送 （UHB） 8                                    |                                         |
| 北海道     | 北見 | NHK北見放送局 3 | ▲札幌テレビ放送 （STV） 5                                  | ▲北海道テレビ放送 （HTB） 6                     | ★\|▲北海道放送 （HBC） 1                           | テレビ北海道 （TVh） 7                            | ▲北海道文化放送 （UHB） 8                                    |                                         |
| 青森県     | 青森県 | NHK青森放送局 3 | ★青森放送 （RAB） 1                                        | 青森朝日放送 （ABA） 5                          | 青森テレビ （ATV） 6                               | （TVh）                                           |                                                              |                                         |
| 青森県     | 青森県 | ケーブルテレビに加入すれば青森都市圏でテレビ北海道と北海道文化放送、八戸都市圏で岩手県の民放局かめんこいテレビのみが視聴可能。 |                                                            |                                                 |                                                    |                                                   |                                                              |                                         |
| 岩手県     | 岩手県 | NHK盛岡放送局 1 | テレビ岩手 （TVI） 4                                       | 岩手朝日テレビ （IAT） 5                        | ★IBC岩手放送 （IBC） 6                             |                                                   | 岩手めんこいテレビ （mit） 8                                 |                                         |
| 秋田県     | 秋田県 | NHK秋田放送局 1 | ★秋田放送 （ABS） 4                                        | 秋田朝日放送 （AAB） 5                          | （IBC） （ATV） （TUY）                            | 秋田テレビ （AKT） 8                              |                                                              |                                         |
| 秋田県     | 秋田県 | ケーブルテレビに加入すればIBC岩手放送が秋田市のみ、青森テレビが大館市のみ、テレビユー山形が由利本荘市のみ視聴可能。 |                                                            |                                                 |                                                    |                                                   |                                                              |                                         |
| 山形県     | 山形県 | NHK山形放送局 1 | ★山形放送 （YBC） 4                                        | 山形テレビ （YTS） 5                            | テレビユー山形 （TUY） 6 （本社：酒田市）          |                                                   | さくらんぼ テレビジョン （SAY） 8                            |                                         |
| 宮城県     | 宮城県 | NHK仙台放送局 3 | ▲宮城テレビ放送 （MMT） 4                                  | ▲東日本放送 （khb） 5                           | ▲東北放送 （tbc） 1                                | ▲仙台放送 （OX） 8                                |                                                              |                                         |
| 福島県     | 福島県 | NHK福島放送局 1 | 福島中央テレビ （FCT） 4 （本社・演奏所：郡山市）          | 福島放送 （KFB） 5 （本社・演奏所：郡山市）     | テレビユー福島 （TUF） 6                           | 福島テレビ （FTV） 8                              |                                                              |                                         |
| 関東       | 東京都 | NHK首都圏局 1 | ▲日本テレビ放送網 （NTV） 4                                | ▲テレビ朝日 （EX） 5                            | ▲TBSテレビ （TBS） 6                               | テレビ東京 （TX） 7                               | ▲フジテレビジョン （CX） 8                                   | 東京メトロポリタンテレビジョン （MX） 9 |
| 関東       | 神奈川県 | NHK首都圏局 1 | ▲日本テレビ放送網 （NTV） 4                                | ▲テレビ朝日 （EX） 5                            | ▲TBSテレビ （TBS） 6                               | テレビ東京 （TX） 7                               | ▲フジテレビジョン （CX） 8                                   | テレビ神奈川 （tvk） 3                  |
| 関東       | 埼玉県 | NHK首都圏局 1 | ▲日本テレビ放送網 （NTV） 4                                | ▲テレビ朝日 （EX） 5                            | ▲TBSテレビ （TBS） 6                               | テレビ東京 （TX） 7                               | ▲フジテレビジョン （CX） 8                                   | テレビ埼玉 （TVS） 3                    |
| 関東       | 千葉県 | NHK首都圏局 1 | ▲日本テレビ放送網 （NTV） 4                                | ▲テレビ朝日 （EX） 5                            | ▲TBSテレビ （TBS） 6                               | テレビ東京 （TX） 7                               | ▲フジテレビジョン （CX） 8                                   | 千葉テレビ放送 （CTC） 3                |
| 関東       | 群馬県 | NHK前橋放送局 1 | ▲日本テレビ放送網 （NTV） 4                                | ▲テレビ朝日 （EX） 5                            | ▲TBSテレビ （TBS） 6                               | テレビ東京 （TX） 7                               | ▲フジテレビジョン （CX） 8                                   | 群馬テレビ （GTV） 3                    |
| 関東       | 栃木県 | NHK宇都宮放送局 1 | ▲日本テレビ放送網 （NTV） 4                                | ▲テレビ朝日 （EX） 5                            | ▲TBSテレビ （TBS） 6                               | テレビ東京 （TX） 7                               | ▲フジテレビジョン （CX） 8                                   | とちぎテレビ （GYT） 3                  |
| 関東       | 茨城県 | NHK水戸放送局 1 | ▲日本テレビ放送網 （NTV） 4                                | ▲テレビ朝日 （EX） 5                            | ▲TBSテレビ （TBS） 6                               | テレビ東京 （TX） 7                               | ▲フジテレビジョン （CX） 8                                   |                                         |
| 関東       | 次の地域はNHK首都圏局も受信可能。 - 群馬県：東毛。 - 栃木県：南部・中央部。 - 茨城県：南部・西部・鹿行。 その他、各地域による受信可能局については以下のとおり。 - 東京都：テレビ埼玉=北部、千葉テレビ放送=東部、テレビ神奈川=南部。 - 神奈川県：千葉テレビ放送=東部の一部、東京メトロポリタンテレビジョン=北部・東部の一部、静岡県の民放局=南部のごく限られた地域、山梨県の民放局=西部のごく限られた地域（遠距離受信用アンテナ（パラスタックアンテナ）で受信可能）。 - 埼玉県：群馬テレビ=北部、とちぎテレビ=北部の一部、東京メトロポリタンテレビジョン・千葉テレビ放送=東部・県部。 - 千葉県：テレビ埼玉=西部・北部の一部、テレビ神奈川=西部のごく一部、東京メトロポリタンテレビジョン=西部・南部の一部。 - 群馬県：テレビ埼玉=南部の一部、とちぎテレビ=東部。 - 栃木県：群馬テレビ=西部・南部の一部、テレビ埼玉=南部のごく一部。 - 茨城県：千葉テレビ放送=南部・西部・鹿行、テレビ埼玉=南部・西部、東京メトロポリタンテレビジョン=南部・西部、とちぎテレビ=西部、福島県の民放局=北茨城市。 | |                                                            |                                                 |                                                    |                                                   |                                                              |                                         |
| 山梨県     | 山梨県 | NHK甲府放送局 1 | ★山梨放送 （YBS） 4                                        | （EX）                                          | テレビ山梨 （UTY） 6                               | （TX）                                            | （CX）                                                       | （MX） （tvk） （TVS） （CTC）          |
| 山梨県     | 山梨県 | ケーブルテレビに加入すればフジテレビジョン、テレビ朝日、テレビ東京、テレビ神奈川、東京メトロポリタンテレビジョンが視聴可能で、他にもテレビ埼玉、千葉テレビ放送が地上デジタルで放送されているケーブルテレビ局もある。 |                                                            |                                                 |                                                    |                                                   |                                                              |                                         |
| 静岡県     | 静岡県 | NHK静岡放送局 1 | 静岡第一テレビ （SDT） 4                                   | 静岡朝日テレビ （SATV） 5                       | ▲静岡放送 （SBS） 6                                | （TX） （TVA）                                    | ▲テレビ静岡 （SUT） 8                                        | （tvk）                                 |
| 静岡県     | 静岡県 | - テレビ東京・テレビ神奈川：東部・伊豆地方の一部で受信可能。 - テレビ愛知：西部の一部で受信可能。 - ケーブルテレビに加入すれば東部ではテレビ東京やテレビ神奈川、西部ではテレビ愛知が視聴可能な所が多い。東京メトロポリタンテレビジョンも視聴可能なケーブルテレビ局がある。 |                                                            |                                                 |                                                    |                                                   |                                                              |                                         |
| 長野県     | 長野県 | NHK長野放送局 1 | テレビ信州 （TSB） 4                                       | 長野朝日放送 （abn） 5                          | ★信越放送 （SBC） 6                                | （TX） （TVA）                                    | 長野放送 （NBS） 8                                           |                                         |
| 長野県     | 長野県 | - テレビ東京：東部の一部で受信可能。 - テレビ愛知：南部の一部で受信可能。 - ケーブルテレビに加入すれば飯田・木曽地域はテレビ愛知が、それ以外の全域でテレビ東京が視聴可能。 |                                                            |                                                 |                                                    |                                                   |                                                              |                                         |
| 新潟県     | 新潟県 | NHK新潟放送局 1 | テレビ新潟放送網 （TeNY） 4                                | 新潟テレビ21 （UX） 5                           | ★新潟放送 （BSN） 6                                |                                                   | NST新潟総合テレビ （NST） 8                                  |                                         |
| 富山県     | 富山県 | NHK富山放送局 3 | ★北日本放送 （KNB） 1                                      | （HAB）                                         | チューリップテレビ （TUT） 6                       | 富山テレビ放送 （BBT） 8                          |                                                              |                                         |
| 富山県     | 富山県 | ケーブルテレビに加入すれば北陸朝日放送が視聴可能。なお、地域によっては石川県・新潟県の各民放局が直接受信できるところもわずかにある。 |                                                            |                                                 |                                                    |                                                   |                                                              |                                         |
| 石川県     | 石川県 | NHK金沢放送局 1 | テレビ金沢 （KTK） 4                                       | 北陸朝日放送 （HAB） 5                          | ★北陸放送 （MRO） 6                                |                                                   | 石川テレビ放送 （ITC） 8                                     |                                         |
| 福井県     | 福井県 | NHK福井放送局 1 | ★福井放送 （FBC） 7                                        |                                                 | （MRO） （MBS）                                    | 福井テレビジョン放送 （FTB） 8                    | （BBC） （KBS）                                              |                                         |
| 福井県     | 福井県 | ケーブルテレビに加入すれば福井都市圏で北陸放送・北陸朝日放送、敦賀市・小浜市で毎日放送・朝日放送テレビ、局によっては京都放送やびわ湖放送が視聴可能。 |                                                            |                                                 |                                                    |                                                   |                                                              |                                         |
| 中京       | 愛知県 | NHK名古屋放送局 3 | ▲中京テレビ放送 （CTV） 4                                  | ▲名古屋テレビ放送 （NBN） 6                     | ▲CBCテレビ （CBC） 5                               | テレビ愛知 （TVA） 10                             | ▲東海テレビ放送 （THK） 1                                    | （MTV） （GBS）                         |
| 中京       | 岐阜県 | NHK岐阜放送局 3 | ▲中京テレビ放送 （CTV） 4                                  | ▲名古屋テレビ放送 （NBN） 6                     | ▲CBCテレビ （CBC） 5                               | （TVA）                                           | ▲東海テレビ放送 （THK） 1                                    | ★岐阜放送 （GBS） 8                     |
| 中京       | 三重県 | NHK津放送局 3 | ▲中京テレビ放送 （CTV） 4                                  | ▲名古屋テレビ放送 （NBN） 6                     | ▲CBCテレビ （CBC） 5                               | （TVA）                                           | ▲東海テレビ放送 （THK） 1                                    | 三重テレビ放送 （MTV） 7                |
| 中京       | - 岐阜県：美濃地域では遠距離受信用アンテナ（パラスタックアンテナ）であれば、テレビ愛知が受信可能。また、岐阜地域や中濃地域の平野部の一部ではケーブルテレビに加入すれば、三重テレビ放送やテレビ愛知が視聴可能。 - 三重県：伊賀地方の大半や熊野市以南の一部は在阪広域民放局が受信可能。伊賀地方を除く北中部地域ではテレビ愛知が受信可能。また、名張市のケーブルテレビ「アドバンスコープ」ではアナログ時代はサンテレビジョンと京都放送が視聴可能だった。 - 岐阜放送：愛知県の名古屋市以北（名古屋市も一部では）や弥富市周辺、三重県の桑名市周辺で受信可能（長野県や富山県や滋賀県は山を挟むため、ほぼ受信不可能）。 - 三重テレビ放送：愛知県は県内の86.3%（世帯比）、岐阜県の海津市周辺、和歌山県の新宮市のみ、奈良県の山添村のみ、滋賀県の甲賀市の一部で受信可能。 | |                                                            |                                                 |                                                    |                                                   |                                                              |                                         |
| 近畿       | 大阪府 | NHK大阪放送局 1 | ▲読売テレビ放送 （ytv） 10                                 | ▲朝日放送テレビ （ABC） 6                       | ▲毎日放送 （MBS） 4                                | テレビ大阪 （TVO） 7                              | ▲関西テレビ放送 （KTV） 8                                    | （SUN） （KBS） （TVN） （WTV）         |
| 近畿       | 兵庫県 | NHK神戸放送局 1 | ▲読売テレビ放送 （ytv） 10                                 | ▲朝日放送テレビ （ABC） 6                       | ▲毎日放送 （MBS） 4                                | （TVO） （TSC）                                   | ▲関西テレビ放送 （KTV） 8                                    | サンテレビジョン （SUN） 3              |
| 近畿       | 京都府 | NHK京都放送局 1 | ▲読売テレビ放送 （ytv） 10                                 | ▲朝日放送テレビ （ABC） 6                       | ▲毎日放送 （MBS） 4                                | （TVO）                                           | ▲関西テレビ放送 （KTV） 8                                    | ★京都放送 （KBS） 5                     |
| 近畿       | 滋賀県 | NHK大津放送局 1 | ▲読売テレビ放送 （ytv） 10                                 | ▲朝日放送テレビ （ABC） 6                       | ▲毎日放送 （MBS） 4                                |                                                   | ▲関西テレビ放送 （KTV） 8                                    | びわ湖放送 （BBC） 3                    |
| 近畿       | 奈良県 | NHK奈良放送局 1 | ▲読売テレビ放送 （ytv） 10                                 | ▲朝日放送テレビ （ABC） 6                       | ▲毎日放送 （MBS） 4                                | （TVO）                                           | ▲関西テレビ放送 （KTV） 8                                    | 奈良テレビ放送 （TVN） 9                |
| 近畿       | 和歌山県 | NHK和歌山放送局 1 | ▲読売テレビ放送 （ytv） 10                                 | ▲朝日放送テレビ （ABC） 6                       | ▲毎日放送 （MBS） 4                                |                                                   | ▲関西テレビ放送 （KTV） 8                                    | テレビ和歌山 （WTV） 5                  |
| 近畿       | - 兵庫県：テレビせとうちが播磨地方・西淡路地方で受信可能。ケーブルテレビは播磨地方・西淡路地方でもテレビ大阪となる。 - テレビ大阪：京都府の山城地域、兵庫県の阪神地方・東淡路地方、奈良県の北西部の一部で受信可能。 - 京都放送：滋賀県の南部の広い範囲、大阪府の北部、奈良県の北部の一部、兵庫県の東部北側の一部で受信可能。 - サンテレビジョン：大阪府の全域、京都府の東部の一部、奈良県の北西部の一部、鳥取県の東部のごくわずか限られた地域、岡山県の東部のごく一部、和歌山県の北部の一部、徳島県の東部の北側のごく一部、香川県の小豆島の一部で受信可能。 - びわ湖放送：三重県の西部の北側のごく一部、京都府の京都市の東部で受信可能。 - 奈良テレビ放送：京都府の一部、大阪府の東部で受信可能。 - テレビ和歌山：奈良県の西部のごく一部、三重県の南部のごく一部、徳島県の東部の北側の一部、兵庫県の淡路島の東部の南側の一部、大阪府の南部の西側で受信可能。 | |                                                            |                                                 |                                                    |                                                   |                                                              |                                         |
| 徳島県     | 徳島県 | NHK徳島放送局 3 | ★四国放送 （JRT） 1                                        | （ABC） （KSB）                                 | （MBS） （RSK）                                    | （TVO） （TSC）                                   | （KTV） （OHK）                                              | （SUN） （WTV）                         |
| 徳島県     | 徳島県 | ケーブルテレビ加入かアンテナ方向で在阪広域民放局（ひのきはテレビ大阪も。ケーブルテレビ局により岡山県・香川県の民放局）とサンテレビジョン、テレビ和歌山が視聴・受信可能。 |                                                            |                                                 |                                                    |                                                   |                                                              |                                         |
| 高知県     | 高知県 | NHK高知放送局 1 | ★高知放送 （RKC） 4                                        | （KSB） （eat）                                 | テレビ高知 （KUTV） 6                              |                                                   | 高知さんさんテレビ （KSS） 8                                 |                                         |
| 高知県     | 高知県 | ケーブルテレビに加入すれば高知都市圏では瀬戸内海放送が、県西部では愛媛朝日テレビが視聴可能。 |                                                            |                                                 |                                                    |                                                   |                                                              |                                         |
| 愛媛県     | 愛媛県 | NHK松山放送局 1 | ★南海放送 （RNB） 4                                        | 愛媛朝日テレビ （eat） 5                        | あいテレビ （itv） 6                               | （TSC）                                           | テレビ愛媛 （EBC） 8                                         |                                         |
| 愛媛県     | 愛媛県 | ケーブルテレビに加入すれば東予地方ではテレビせとうちが視聴可能。 |                                                            |                                                 |                                                    |                                                   |                                                              |                                         |
| 香川県     | 香川県 | NHK高松放送局 1 | ★西日本放送 （RNC） 4 （本社・演奏所：高松市）             | 瀬戸内海放送 （KSB） 5 （本社・演奏所：高松市） | ★\|▲RSK山陽放送 （RSK） 6 （本社・演奏所：岡山市） | テレビせとうち （TSC） 7 （本社・演奏所：岡山市） | 岡山放送 （OHK） 8 （本社・演奏所：岡山市）                  | （SUN）                                 |
| 岡山県     | 岡山県 | NHK岡山放送局 1 | ★西日本放送 （RNC） 4 （本社・演奏所：高松市）             | 瀬戸内海放送 （KSB） 5 （本社・演奏所：高松市） | ★\|▲RSK山陽放送 （RSK） 6 （本社・演奏所：岡山市） | テレビせとうち （TSC） 7 （本社・演奏所：岡山市） | 岡山放送 （OHK） 8 （本社・演奏所：岡山市）                  | （SUN）                                 |
| 岡山県     | 岡山県 | - 香川県：ケーブルテレビに加入すれば高松都市圏・さぬき市・坂出市・宇多津町ではサンテレビジョンが視聴可能。 - 岡山県：ケーブルテレビに加入すればサンテレビジョンが視聴可能。 |                                                            |                                                 |                                                    |                                                   |                                                              |                                         |
| 鳥取県     | 鳥取県 | NHK鳥取放送局 3 | 日本海 テレビジョン放送 （NKT） 1 （本社・演奏所：鳥取市） | （ABC） （KSB）                                 | ★山陰放送 （BSS） 6 （本社・演奏所：米子市）       | （TSC）                                           | 山陰中央 テレビジョン放送 （TSK） 8 （本社・演奏所：松江市） | （SUN）                                 |
| 島根県     | 島根県 | NHK松江放送局 3 | 日本海 テレビジョン放送 （NKT） 1 （本社・演奏所：鳥取市） | （HOME） （yab）                                | ★山陰放送 （BSS） 6 （本社・演奏所：米子市）       | （TSC）                                           | 山陰中央 テレビジョン放送 （TSK） 8 （本社・演奏所：松江市） | （SUN）                                 |
| 島根県     | 島根県 | - 鳥取県：ケーブルテレビに加入すれば朝日放送テレビか瀬戸内海放送・テレビせとうち・サンテレビジョン（局によって異なる）が視聴可能。 - 島根県：ケーブルテレビに加入すれば広島ホームテレビか山口朝日放送（ただし、テレビせとうちは視聴不可）・テレビせとうち・サンテレビジョン（局によって異なる）が視聴可能。また、美郷町・邑南町の共同アンテナ（一部を除く）では広島県の民放局が受信可能。 |                                                            |                                                 |                                                    |                                                   |                                                              |                                         |
| 広島県     | 広島県 | NHK広島放送局 1 | ▲広島テレビ放送 （HTV） 4                                  | 広島ホームテレビ （HOME） 5                     | ▲中国放送 （RCC） 3                                | （TSC）                                           | ▲テレビ新広島 （TSS） 8                                      |                                         |
| 広島県     | 広島県 | - テレビせとうちが備後地方で受信可能。 - ケーブルテレビに加入すれば広島市近郊、府中市、福山市（旧：新市町）を除きテレビせとうちが視聴可能。 |                                                            |                                                 |                                                    |                                                   |                                                              |                                         |
| 山口県     | 山口県 | NHK山口放送局 1 | ★山口放送 （KRY） 4 （本社・演奏所：周南市）               | 山口朝日放送 （yab） 5                          | テレビ山口 （TYS） 3                               | （TVQ）                                           | （TNC） （TSS）                                              |                                         |
| 山口県     | 山口県 | ケーブルテレビに加入すれば、光市より西側の中央部・北部は福岡県のTVQ九州放送・テレビ西日本、柳井市より東側の東部は広島県のテレビ新広島が視聴可能。 |                                                            |                                                 |                                                    |                                                   |                                                              |                                         |
| 福岡県     | 福岡 | NHK福岡放送局 3 | ▲福岡放送 （FBS） 5                                        | ★\|▲九州朝日放送 （KBC） 1                      | ★\|▲RKB毎日放送 （RKB） 4                          | TVQ九州放送 （TVQ） 7                             | ▲テレビ西日本 （TNC） 8                                      |                                         |
| 福岡県     | 北九州 | NHK北九州放送局 3 | ▲福岡放送 （FBS） 5                                        | ★\|▲九州朝日放送 （KBC） 1                      | ★\|▲RKB毎日放送 （RKB） 4                          | TVQ九州放送 （TVQ） 7                             | ▲テレビ西日本 （TNC） 8                                      |                                         |
| 佐賀県     | 佐賀県 | NHK佐賀放送局 1 | （FBS）                                                    | （KBC）                                         | （RKB）                                            | （TVQ）                                           | サガテレビ （STS） 3                                         |                                         |
| 佐賀県     | 佐賀県 | 本来、福岡県の民放局は全て県域局であるが、実質的には佐賀県内もカバーされているという、準広域放送局のような状態にある。直接受信が困難な地帯向けにケーブルテレビ局も各地で整備されており、県内大半の地域では福岡県の民放局を視聴できる。 |                                                            |                                                 |                                                    |                                                   |                                                              |                                         |
| 長崎県     | 長崎県 | NHK長崎放送局 1 | 長崎国際テレビ （NIB） 4                                   | 長崎文化放送 （NCC） 5                          | ★長崎放送 （NBC） 3                                | （TVQ）                                           | テレビ長崎 （KTN） 8                                         |                                         |
| 長崎県     | 長崎県 | ケーブルテレビに加入すればTVQ九州放送が視聴可能。なお、ケーブルテレビではTVQ九州放送以外の福岡県の民放局が見られる地域も多い。 |                                                            |                                                 |                                                    |                                                   |                                                              |                                         |
| 熊本県     | 熊本県 | NHK熊本放送局 1 | 熊本県民テレビ （KKT） 4                                   | 熊本朝日放送 （KAB） 5                          | ★熊本放送 （RKK） 3                                |                                                   | テレビ熊本 （TKU） 8                                         |                                         |
| 大分県     | 大分県 | NHK大分放送局 1 | テレビ大分 （TOS） 4                                       | 大分朝日放送 （OAB） 5                          | ★大分放送 （OBS） 3                                | （TVQ）                                           | （TNC）                                                      |                                         |
| 大分県     | 大分県 | ケーブルテレビに加入すれば福岡県の福岡放送、TVQ九州放送、テレビ西日本が視聴可能（一部ケーブルテレビ局は福岡県の民放局全てが視聴可能）。 |                                                            |                                                 |                                                    |                                                   |                                                              |                                         |
| 宮崎県     | 宮崎県 | NHK宮崎放送局 1 | （KKT）                                                    | （KAB）                                         | ★宮崎放送 （MRT） 6                                |                                                   | テレビ宮崎 （UMK） 3                                         |                                         |
| 宮崎県     | 宮崎県 | ケーブルテレビに加入すれば南部は鹿児島読売テレビ、鹿児島放送（一部地域は鹿児島県の民放局全て）、北部は熊本県民テレビ、熊本朝日放送が視聴可能。 |                                                            |                                                 |                                                    |                                                   |                                                              |                                         |
| 鹿児島県   | 鹿児島県 | NHK鹿児島放送局 3 | 鹿児島読売テレビ （KYT） 4                                 | 鹿児島放送 （KKB） 5                            | ★南日本放送 （MBC） 1                              |                                                   | 鹿児島テレビ放送 （KTS） 8                                   |                                         |
| 沖縄県     | 沖縄県 | NHK沖縄放送局 1 | （KYT）                                                    | 琉球朝日放送 （QAB） 5                          | ★琉球放送 （RBC） 3                                | 沖縄テレビ放送 （OTV） 8                          |                                                              |                                         |
| 沖縄県     | 沖縄県 | ケーブルテレビに加入すれば那覇都市圏では沖縄ケーブルネットワークの自主放送「テレビにらい」で鹿児島読売テレビの一部番組が視聴可能。 |                                                            |                                                 |                                                    |                                                   |                                                              |                                         |

## 地上波民放局数
以下では、受信できる地上波の系列民放局と独立局の局数別に、各都道府県を示す。ただし、クロスネット局が存在する場合、（ ）内にその地域の合計ネット数を示す。福井放送はここでは単独ネットとする。

### 系列5局+独立局1局
- 東京都
- 神奈川県
- 埼玉県
- 千葉県
- 群馬県
- 栃木県

### 系列5局
- 茨城県
- 愛知県
- 大阪府
- 香川県
- 岡山県
- 福岡県
- 北海道

### 系列4局+独立局1局
- 岐阜県
- 三重県
- 兵庫県
- 京都府
- 滋賀県
- 奈良県
- 和歌山県

### 系列4局
- 山形県
- 宮城県
- 福島県
- 静岡県
- 長野県
- 新潟県
- 石川県
- 愛媛県
- 広島県
- 長崎県
- 熊本県
- 鹿児島県
- 岩手県

### 系列3局
- 富山県

2023年時点でケーブルテレビの普及率が7割近く、ケーブルテレビを通じて地元民放に加えて石川県の民放を視聴している世帯も多い為実質的には4局地域といえる。
- 高知県
- 鳥取県

2023年時点でケーブルテレビの普及率が7割近く、ケーブルテレビを通じて鳥取県と島根県を合わせたテレビエリアの民放に加えて近畿広域圏や岡山県と香川県を合わせたテレビエリア、や兵庫県の独立局を視聴している世帯も少なくない為、実質的には5〜6局地域といえる。
- 島根県

2023年時点でケーブルテレビの普及率が7割近く、ケーブルテレビを通じて鳥取県と島根県を合わせたテレビエリアの民放に加えて近畿広域圏や岡山県と香川県を合わせたテレビエリア、広島県の民放や兵庫県の独立局を視聴している世帯も少なくない為、実質的には5〜6局地域といえる。
- 山口県

2023年時点でケーブルテレビの普及率が6割を超えており、ケーブルテレビを通じて地元民放に加えて福岡県や広島県の民放を視聴している世帯が少なくない、また、近隣県（福岡県、大分県、広島県、愛媛県）の電波直接受信できる地域も多い為実質的には4〜5局地域といえる。
- 大分県（4）

2023年時点でケーブルテレビの普及率が7割を超えており、ケーブルテレビを通じて地元民放に加えて福岡県の民放や独立局を視聴している世帯や越境受信で愛媛県や山口県の民放テレビを受信している世帯が多い為実質的には4〜5局地域といえる。
- 沖縄県
- 青森県
- 秋田県

### 系列2局
- 山梨県

2023年時点でケーブルテレビの普及率が8割近く、ケーブルテレビを通じて地元民放に加えて関東広域圏の民放や独立局を視聴している世帯が多い為実質的には5〜6局地域といえる。
- 福井県（3）

2023年時点でケーブルテレビの普及率が7割を超えており、ケーブルテレビを通じて地元民放に加えて近畿広域圏の民放や石川県の民放を視聴している世帯が多い為実質的には4〜5局地域といえる。
- 宮崎県（4）

### 系列1局
- 徳島県

2023年時点でケーブルテレビの普及率が10割近く、ケーブルテレビを通じて地元民放に加えて近畿広域圏や岡山県と香川県を合わせたエリアの民放や独立局を視聴している世帯が多い為実質的には5〜7局地域といえる。
- 佐賀県

2023年時点でケーブルテレビの普及率が5割を超えており、ケーブルテレビを通じて地元民放に加えて福岡県の民放を視聴している世帯が少なくない、また、福岡県や熊本県の民放テレビが受信できる地域が多い為、実質的には4〜5局地域といえる。